# Фредрік Стрем
О́тто Фре́дрік Стрем (швед. Otto Fredrik Ström, 10 липня 1880, парафія Бреред, Галланд, Швеція — 23 листопада 1948, Стокгольм) — шведський політик лівого соціалізму, письменник, журналіст (головний редактор), краєзнавець і фольклорист; був членом парламенту в першій палаті (1916–1919) від соціал-демократів і соціал-демократичної лівої партії Швеції у виборчому окрузі Стокгольма, у 1919 та 1921 роках від соціал-демократичної лівої партії та Комуністичної партії Швеції у виборчому окрузі Норботтен, і у 1930–1948 роках від соціал-демократів у Стокгольмському міському виборчому окрузі.

## З життєпису
Фредрік Стрем народився в Бререді (нині Сімлонгсдален) у Галланді. Близько 1890 року сім'я переїхала в Гальмстад, де батько відкрив виробничий бізнес. У Гальмстаді Фредрік Стрем пройшов професійну школу, яку закінчив у 1902 році. 
Ще в шкільні роки його приваблювали опозиційні представники політики та газети, також рано почав розвивати свою творчість. Зокрема, якось улітку працював у Hallandsposten.
Вже юнаком Фредерік переїхав до Гетеборга, щоб навчатися на учителя в університеті. Почав вивчати історію, політологію, історію літератури та скандинавські мови, але так і не завершив ці студії, оскільки літературні та політичні інтереси взяли гору. Під час перебування в Гетеборзі він познайомився з Сет Геглунд, і між ними започаткувалась дружба на все життя й тісна політична співпраця. Також у цей гетеборзький період він заприятелював з Еллен Кей.
На початку 1904 року Фредрік Стрем залишив Гетеборг і переїхав до Стокгольма, щоб отримати роботу в газеті Socialdemokraten, де він швидко увійшов у коло провідних соціал-демократів, від Карла Брантінга до Кати Дальстрем.
Завдяки літераторському таланту Стрема, йому незабаром запропонували роботу в ЗМІ, відтак він обійняв посаду редактора в Ескільстуні спершу в серпні 1905 року для Sörmlands-Kuriren, а потім, від 1906 року, для газети Folket, що стала її наступницею. 
Та вже 1908 року він переїхав до Євле, щоб на кілька років стати редактором Arbetarbladet. 
У 1910 році він повернувся до Стокгольма як директор і редактор видавництва (і однойменного часопису) соціал-демократичного молодіжного руху Fram, заснованого в 1903 році. Разом з тим він виконував багато організаційних і політичних завдань. Зрештою він став секретарем Соціал-демократичної робітничої партії в 1911 році і залишався на цій посаді до 1916 року.

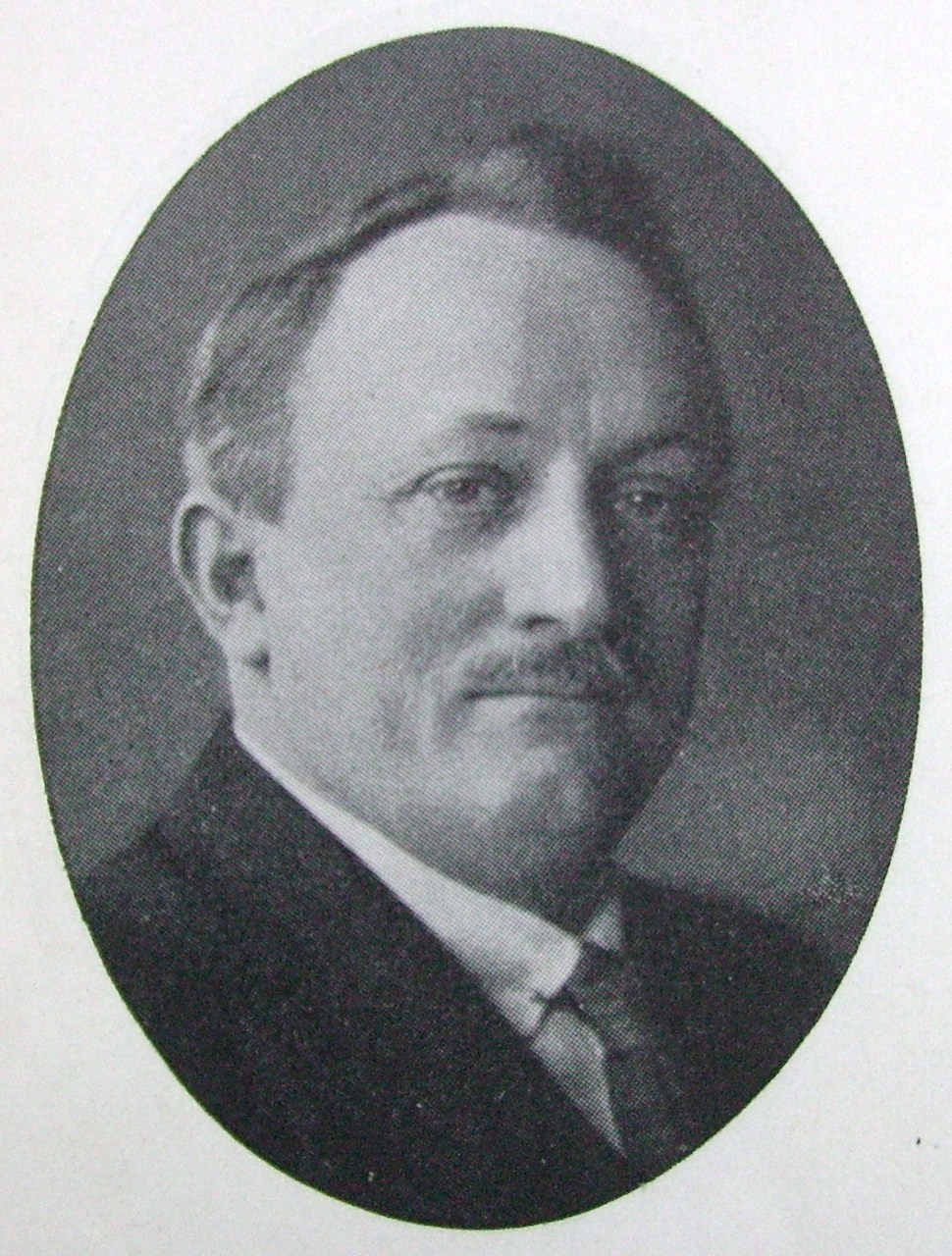
Фредрік Стрем, 1929 рік.

Фредрік Стрем, як і його друзі Сет Геглунд і Карл Ліндхаген, належав до лівої опозиції в Соціал-демократичній робітничій партії Швеції і був виключений з партії під час розколу в 1917 році, коли була сформована Соціал-демократична ліва партія Швеції (SSV). Тоді ж він став секретарем нової партії. Згодом, коли SSV у 1921 році було реорганізовано, Стрем разом із Сет Геглунд став одним із засновників Комуністичної партії Швеції, він же став її постійним секретарем. Стрем познайомився з Леніним і став активним членом Комуністичного Інтернаціоналу. Однак він дуже критично поставився до Сталіна і в 1924 році вирішив порвати з комунізмом.
Фредрік Стрем знову приєднався до Соціал-демократичної партії в 1926 році. Він став другим редактором Socialdemokraten і залишався на цій посаді до 1939 року. У 1932–1936 роках він також був головним редактором цього періодичного видання.
Стрем став членом Риксдагу в 1916 році, де в періоди 1916–1921 і 1930–1948 років входив до першої палати.
Поступово Фредрік Стрем став дуже активним і продуктивним політиком на муніципальному рівні. Ще в 1912 році він був обраний до міської ради Стокгольма, яку залишив лише 1946 року. Він був заступником міського голови в 1930 і 1938–1942 роках, головою міської ради в 1938–1940 роках. У 1913–1914 роках він був головою Стокгольмського робітничого муніципалітету. 

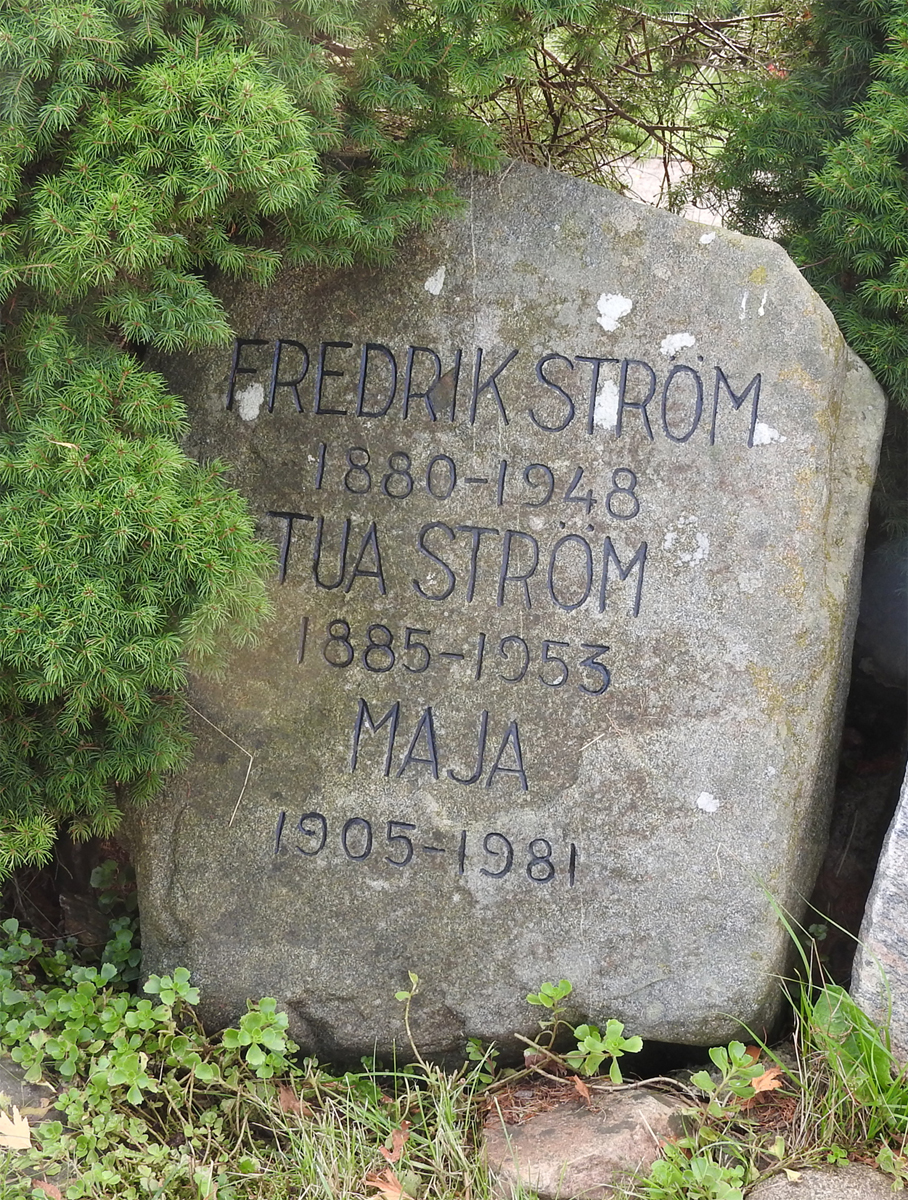
Могила Фредріка і Туї Стремів на цвинтарі Бререда в Сімлонгсдалені.

Фредрік Стрем також обіймав низку різних виборних посад: так, від 1918 року був членом Ради з благоустрою Стокгольма, зокрема опікувався збереженням культурної і природної спадщини міста. Крім того, у 1922–1931 роках був членом міськради, у 1926–1929 рр. — управління поліції, у 1931–1932 рр. — управління охорони здоров'я, у 1935 році — апеляційніого управління, тощо. В галузі культури Стрем у 1929–1936 роках входив до правління Спілки письменників Швеції, у 1931–1939 рр. — аудитор Товариства Дев'яти, від 1939 — голова Товариства друзів Стокгольмського мистецтва, а від 1938 — член правління Клубу публіцистів.
Фредрік Стрем помер 23 листопада 1948 року і похований на території церкві Бререда в Сімлонгсдалені.

## Особисте життя
Батьком Фредріка Стрема був Отто Андерссон (1856–1939), який спочатку був торговцем у Бререді, пізніше — у Хальмстаді. Його мати Марія (1854–1910) була донькою священика Йохана Фредріка Стрема (1812–1889) у Бререді та Анни-Лаврентії, уродженої Мьоберг (1818–1886). На честь матері він та інші його брати і сестри взяли прізвище Стрем. У Фредріка було двоє молодших братів і молодша сестра.
Фредрік Стрем одружився в 1905 році з письменницею Туйою Ерікссон (1885–1953), яка опублікувала кілька п'єс під псевдонімом Таге Стам (Tage Stam). Вона була дочкою секретаря редакції газети Social-Demokraten Пера Ерікссона. З нею він мав дітей Майю (1905–1981) і Фольке (1907–1996), згодом бібліотекаря бібліотеки Гетеборзького університету, де зберігається основна частина архіву Ф. Стрема.

## З доробку
Літературна творчість Фредріка Стрема включає художню літературу, а також політичні й наукові праці, хоча останні часто написані в популяризаторській формі.
У своєму першому романі Folket i Simlångsdalen, написаному в 22-річному віці, Стрем перебував певною мірою під впливом Сельми Лагерлеф. Цей роман став більш відомим, коли був екранізований (1924 і нова екранізація 1947 року). Уже під час навчання в Гетеборзі, коли він заприятелював з Еллен Кей, це вплинуло на його літераторство. Також він познайомився і подружився з Августом Стріндбергом. У 1907 році видав поетичну збірку «Мозаїка» (Mosaik).
Інтерес до російської революції характеризує збірку оповідань Hjältinnan från Nevan (1918). Під час свого комуністичного періоду він опублікував велику 5-титомну працю з історії російської революції. Після розриву з комунізмом він написав у 1924–1929 роках роман-сюїту Rebellerna, що містить 5 частин і 2 188 сторінок: він прагнув змалювати історію шведської соціал-демократії в літературний спосіб, відображаючи те, що він сам пережив. У 1931 році він випустив ще один оглядовий твір «Під червоними прапорами» (Hjältinnan från Nevan), в якому, серед іншого, зобразив багатьох особистостей, з якими мав контакти в політичному житті. У 1931 році він також публікує книгу про життя, долю та пригоди Кати Дальстрем у захопливій і особистійсній манері.
У 1944 році було опублікована книга Arbetets soner, яка мала на меті популярно зобразити історію робітничого класу. Це була збірка есеїв, більшість з яких він написав сам, але декілька опусів були авторста експертів з різних галузей. Відтак, робота стала поєднанням політичної історії, особистих і культурних досліджень. 
У 1948 році Стрем опублікував біографічний твір Fabian про Фабіана Монссона. 
Його інтерес до театру призвів, зокрема, до появи п'єси En kämpe faller (1935).
У 1940 році він почав писати великі мемуари, які так і не були повністю завершені. Перша частина, Min ungdoms strider, — це суміш спогадів дитинства, ліричних і різких зображень місцевості та людей, а також прагнень молоді та молодіжних революційних ідей. Друга частина, починаючи від 1942 року, I stormig tid, зображувала час до і після Першої світової війни та була передісторію формування його поглядів напередодні наступних політичних і соціальних змін. Планувалася також третя частина, але він так і не встиг її завершити.
Як журналісту, Стрему доводилося постійно писати велику кількість статей і брошур на різні теми. Окрім суто політичних питань на злобу дня, він торкався таких тем, як принципи соціалізму, мир, оборона, податки, жіночі питання, проблема алкоголізму тощо. У 1942 році він опублікував «Проти богів» (Mot tidens gudar) — збірка промов і лекцій, які він прочитав як довірена особа та представник багатьох установ і спілок. 
У 1942 році він також опублікував екологічну описову та багато ілюстровану роботу «Міста-вілли Великого Стокгольма» (Stor-Stockholms villastäder). Інтерес до рідного міста надихнув Стрема на написання ще низки краєзнавчих описів та оповідань.
Нарешті Фредрік Стрем відомий і як фольклорист, — так він досить рано почав узагальнювати фольклорні записи на науковому рівні. У 1926 році вийшла велика збірка «Шведи в своїх прислів'ях» (Svenskarna i sina ordspråk): це видання, багато ілюстроване Оссіаном Ельґстрьомом, містить понад 7 000 прислів'їв, які упорядник зібрав як із давніших літературних джерел, так і особисто записав по шведських селах. Слідом за цією роботою в 1929 році вийшла книга «Шведські прислів'я» (Svenska ordstäv), також проілюстрована Оссіаном Ельгстремом, а в 1937 році — «Шведські приказки» (Svenska folkgåtor) з малюнками Уно Сталлархольма. Останнє зібрання містить понад 5 000 шведських приказок і є унікальним за змістом (зазвичай приказки подаються разом з прислів'ями), а також найбільшим у своєму роді.

### Бібліографія

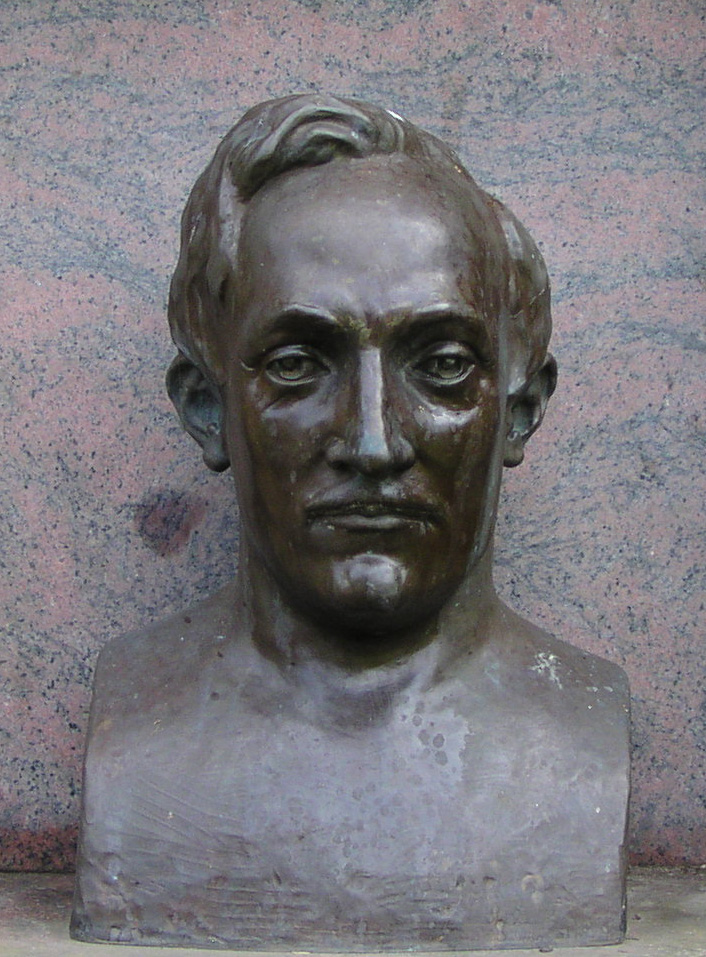
Погруддя Фредріка Стрема роботи Кнута Єрна (1919), відтворене (1965) завдяки зусиллям громадських діячів Халланда і розміщене в школі в Сімлонгсдалені.

## Пам'ять

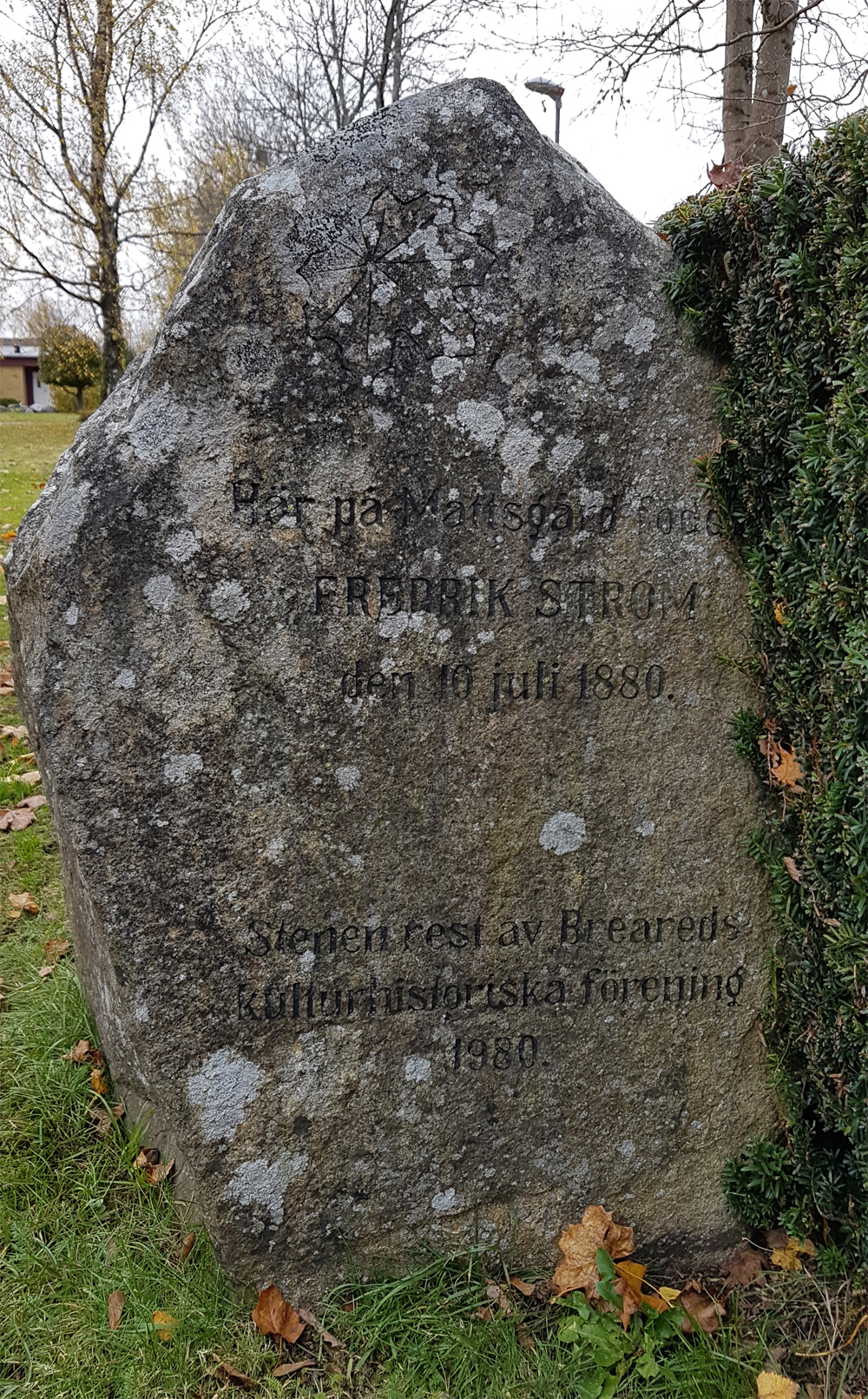
Меморіальний камінь у Сімлонгсдалені на честь Фредріка Стрема, встановлений культурно-історичною асоціацією Бререда в 1980 році.

- іменем Фредріка Стрема названо вулицю в Хальмстаді.
- У Сімлонгсдалені є пішохідна доріжка «Шлях Фредріка Стрема» (Fredrik Ströms stig).